# Magnenci

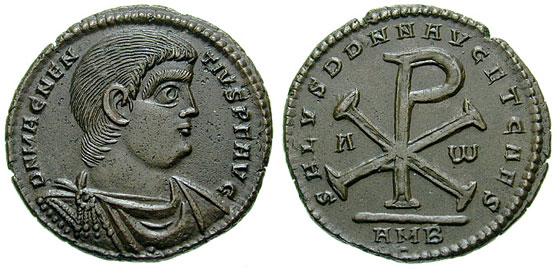
Monedes encunyades per Magnenci amb clares referències religioses.

Flavi Màxim Magnenci o Flavi Popili Magnenci (Flavius Maximus Magnentius o Flavius Popilius Magnentius) fou emperador romà del 350 al 353.
Segons Víctor i Zòsim pertanyia a una família germànica (del grup dels francs) que va travessar el Rin i es va establir a la Gàl·lia al final del segle iii. Julià diu que fou capturat per Constantí I el Gran o Constanci Clor en les guerres contra els germànics i sota Constantí el Gran va servir a l'exèrcit amb distinció i va arribar a comes. Constant li va donar el comandament dels batallons Jovià i Herculià que van substituir l'antiga guàrdia pretoriana en la reforma de Dioclecià abans del 300.
Aviat es va adonar de la debilitat de l'emperador i de la seva força i es va associar amb Marcel·lí, canceller de la hisenda de l'imperi (comes sacrarum larqitionum), amb el que va preparar un complot.
El 18 de gener del 350 Marcel·lí va donar una festa a Autun per celebrar el naixement del seu fill, i foren invitats els principals caps militars i civils. A la nit Magnenci es va absentar un moment i després va tornar vestit d'emperador i fou aclamat pels presents que estaven a la conspiració, que van arrossegar als altres. Els sicaris enviats a assassinar Constant van complir el seu propòsit i les tropes no van dubtar a seguir als seus caps. Tampoc la població va fer cap signe de resistència i així Magnenci va aconseguir el poder a tota la Gàl·lia i tot seguit a les províncies occidentals (Àfrica, Itàlia, Britànnia i Hispània) excepte a Il·líria i Pannònia on el general Vetranió, fou proclamat emperador per les seves tropes el (1 de març del 351). Constanci II es trobava llavor a la frontera persa. Magnenci es va pronunciar per la fe de Nicea contra l'arrianisme, però alhora va restablir nombroses pràctiques paganes (va tornar a consultar a mags i endevins i va autoritzar de nou els sacrificis als déus pagans). La rebel·lió de Flavi Popili Nepocià, parent de Constant, proclamat August, va ser sufocada als 27 dies
Constanci, al front del seu exèrcit, va abandonar la frontera persa i va anar a Europa. A Heraclea de Tràcia l'esperaven ambaixadors de Magnenci per proposar el reconeixement del seu cap i consolidar l'aliança amb un matrimoni entre Constanci i la filla de Magnenci i d'aquest amb Constantina, la germana gran de Constanci. Aquest va rebutjar la proposta i va enviar a un dels ambaixadors a Magnenci, mentre que a la resta els va empresonar acusat de ser agents d'un rebel. A Vetranió li va proposar de reconèixer-lo com coemperador a canvi de la seva ajuda contra Magnenci, però secretament ja estava planejant de trair-lo i va subornar als principals oficials de Vetranió.
Va avançar llavors cap a Sofia (Sàrdica) on es va trobar amb l'emperador il·liri. Vetranió es podia apoderar de Constanci si hagués volgut, ja que el seu exèrcit era més fort, però no tenia cap pla de traïció, i es va escenificar una aliança. Però els oficials subornats van actuar llavors i van declarar que l'exèrcit no podia reconèixer altre emperador que un fill de Constantí. Vetranió llavors es va treure la diadema i va reconèixer a Constanci com el seu emperador i Constanci el va perdonar, li va assignar una pensió i li va permetre de passar la resta dels seus dies a Brusa (351).
Llavors es va dirigir contra Magnenci. Va encomanar al seu cosí Gal, amb el títol de cèsar, la defensa de la frontera persa, i es va dirigir a Mursa (moderna Essek) a la vora del riu Drave, i va derrotar les forces de Magnenci en una sagnant batalla el 28 de setembre del 351. Va conquerir llavors sense oposició Il·líria i Itàlia.
Magnenci va fugir a la Gàl·lia on fou atacat a la part oriental per l'exèrcit de Constanci i per l'oest per un segon exèrcit que havia anat per Àfrica i havia conquerit aquestes regions i Hispània. La batalla decisiva es va lliurar a Mont Seleuc als Alps Cottis on Constanci va obtenir la victòria; revoltades les principals ciutat de la Gàl·lia, Magnenci es va suïcidar, (11 d'agost del 353) i el seu germà i cèsar Magnenci Decenci el va seguir (353).